# Argyrolobium zanonii

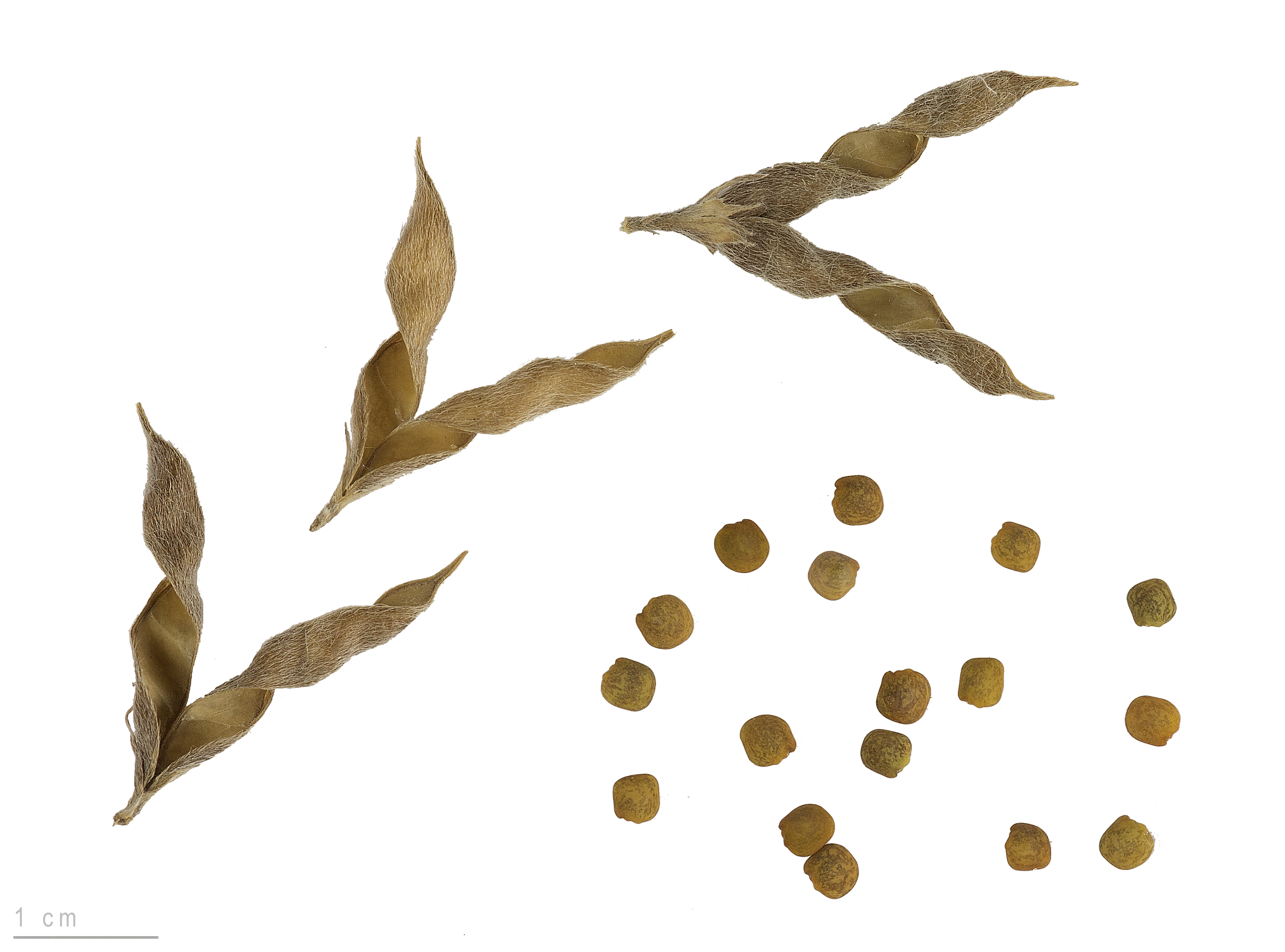
Argyrolobium zanonii

Argyrolobium zanonii är en ärtväxtart som först beskrevs av Antonio Turra, och fick sitt nu gällande namn av Peter William Ball. Argyrolobium zanonii ingår i släktet Argyrolobium och familjen ärtväxter.

## Underarter
Arten delas in i följande underarter:
- A. z. fallax
- A. z. grandiflorum
- A. z. stipulaceum
- A. z. zanonii

## Bildgalleri

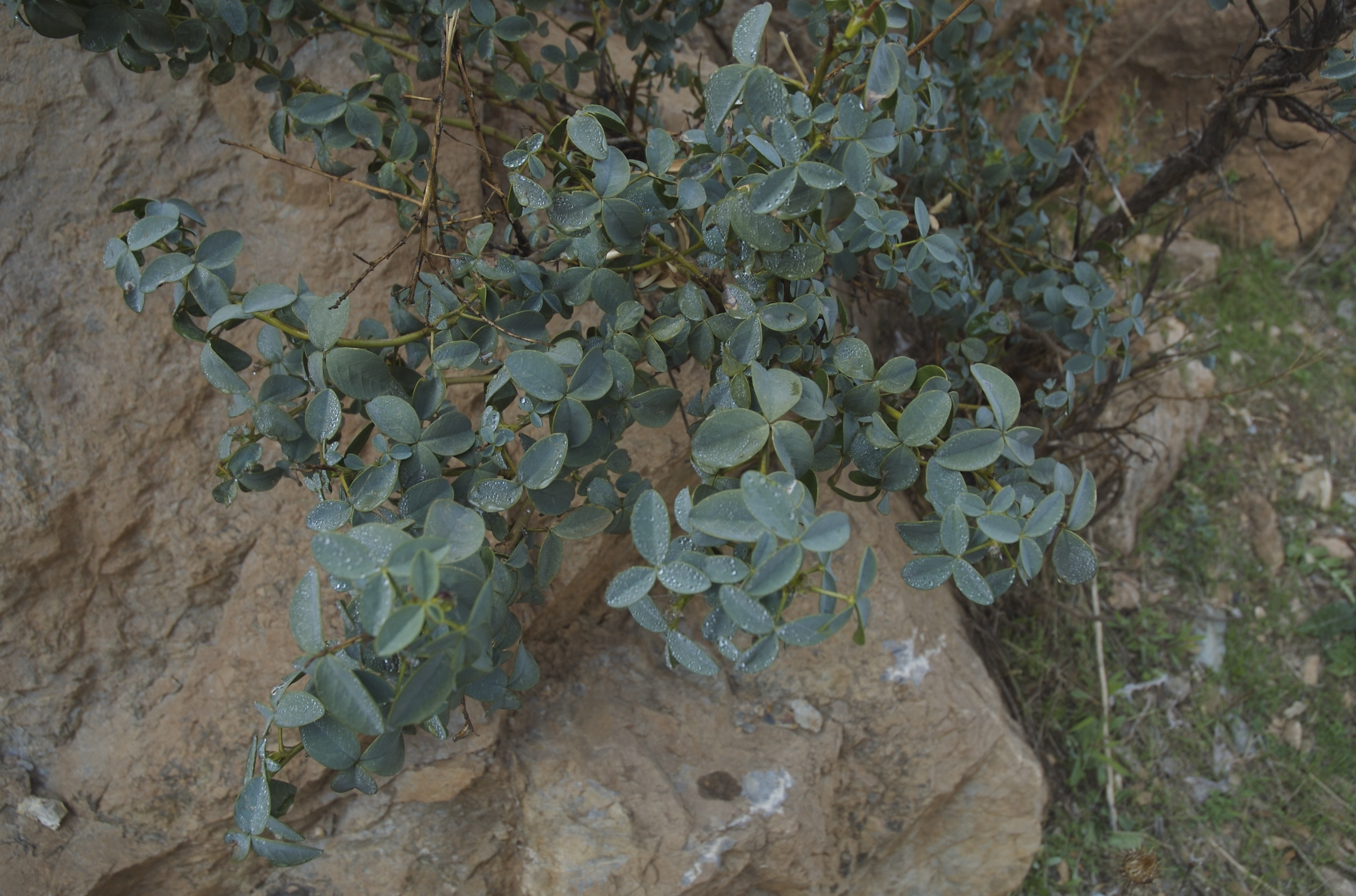